# Vincenzo Riolo
Vincenzo Riolo (ur. 14 lutego 1772 w Palermo, zm. 5 lipca 1837 tamże) – włoski malarz klasycystyczny, działający głównie na rodzinnej Sycylii. 
Początkowo uczył się malarstwa w Palermo pod kierownictwem Antonio Manno i Francesco Sozziego, ale w wieku dwudziestu lat przeniósł się do Rzymu, aby pracować pod kierunkiem Giovana Battisty Wicara. Jednym ze współczesnych jemu malarzy w Palermo był Giuseppe Patania.
Ożenił się z Anną, córką malarza Giuseppe Velasqueza w Palermo. W 1828 r. zastąpił swego teścia jako profesor w Accademia del nudo w Palermo.
Namalował portret swojego przyjaciela Vincenzo Montiego. Malował między innymi freski w Palazzo Tasca i Gangi, w Real Casino (Villa) della Favorita, kościele Olivella i Pałacu Królewskim (Reggia) w Ficuzza. Zmarł podczas epidemii cholery w Palermo.